# ملتم جومبول

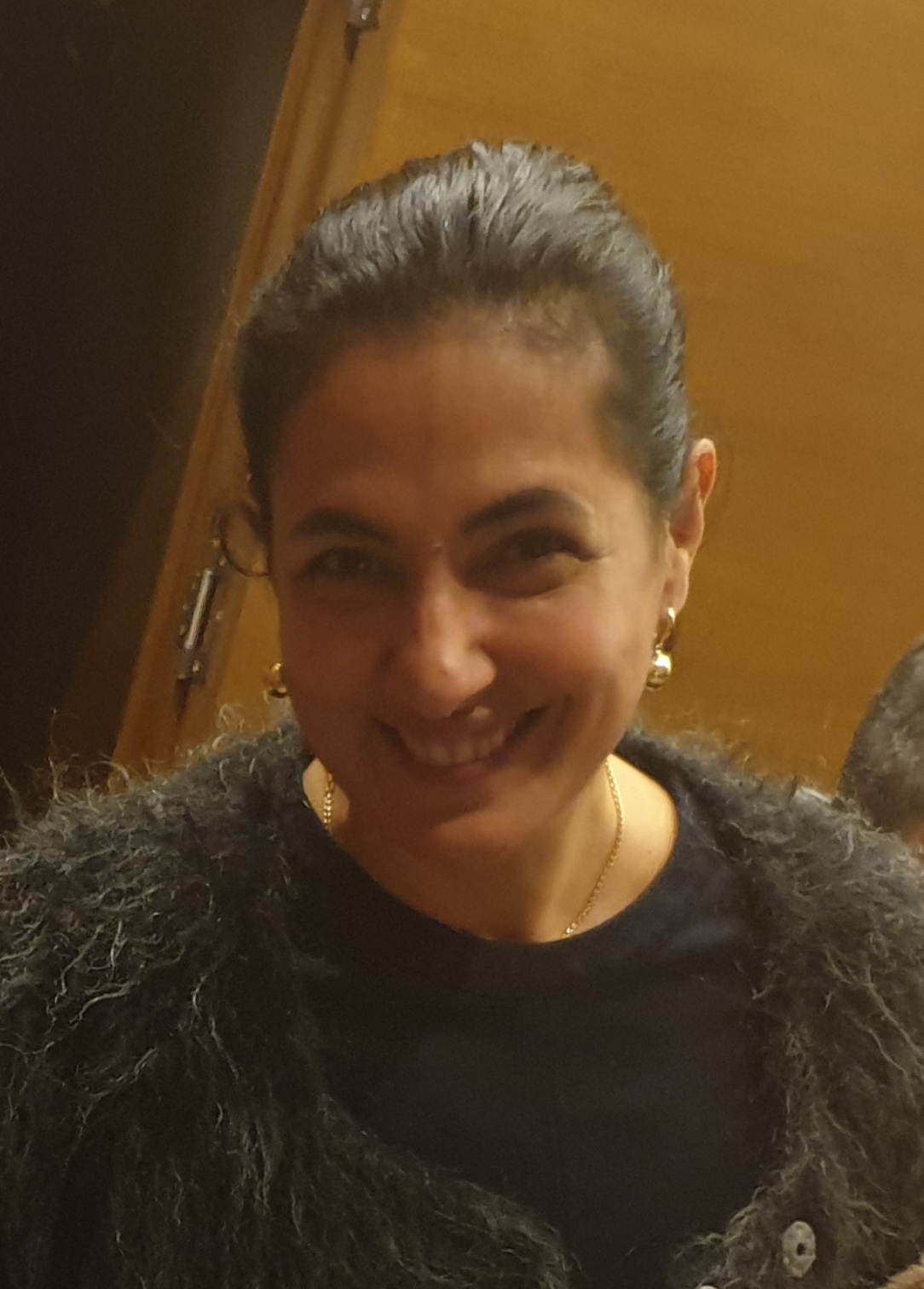
تصویر ملتم جومبول

ملتم جومبول (ترکی استانبولی: Meltem Cumbul؛ زادهٔ ۵ نوامبر ۱۹۶۹) هنرپیشه و مجری اهل ترکیه است. وی از سال ۱۹۹۴ میلادی تاکنون مشغول فعالیت بوده‌است.
از فیلم‌ها یا برنامه‌های تلویزیونی که وی در آن نقش داشته‌است می‌توان به حریم سلطان و در مقابل دیوار اشاره کرد.